# 줘시향

줘시향의 위치

줘시향(한국어: 탁계향, 중국어: 卓溪鄉, 병음: Zhuóxī Xiāng)은 중화민국 화롄현의 향이다. 넓이는 1021.313km2이고, 인구는 2015년 8월 기준으로 6,077명이다.

## 지리
줘시향은 화롄현 남서부에 위치하고, 북쪽은 완룽향과 동쪽은 루이수이향, 위리진, 푸리향과 서쪽은 난터우현 신이향, 가오슝현 타오위안향과 남쪽은 타이둥현 하이돤향과 각각 접하고, 현내에서 면적 2위, 전국에서도 5위의 향진이다. 중양산맥 상에 위치하기 때문에, 향내의 95%이상이 산지여서 지세는 지극히 험하고 평지는 중양 산맥 동쪽 기슭의 하곡 평원이 존재할 뿐이다. 주민의 상당수는 원주민인 부눈족이며, 그 외 소수의 아타얄족, 타로코족이 거주하고 있다.

## 역사
줘시향은 예전 이름은 건계(乾渓)로서, 이곳의 계류가 강우 때 이외에는 바싹 마르기 때문에 명명되었다. 부눈족은 18세기 중기에 중양산맥 동쪽의 이곳으로 이동해 정주하고 있었다. 일본 통치 시대 중기에 원주민에 대한 집단 이주 정책이 시행되어 1933년에는 바퉁관(八通關) 주변의 사들이 현재의 줘시향 지역으로 집단 이주 해, 경찰의 통치를 받고 있었다. 현재의 취락의 대부분은 이 때의 집단 이주에 의해 형성되었다. 전후 당초에는 위리진, 푸리향의 관할이었지만, 1946년에 분할되어 타이핑향(太平鄉)이 설치되었다. 그 후 같은 이름의 향진이 존재해, 1950년에 줘시향으로 개칭되었다.